# Pavel Vasil'evič Ryčagov
Pavel Vasil'evič Ryčagov (in russo Павел Васильевич Рычагов?; Mosca, 15 gennaio 1911, 2 gennaio del calendario giuliano – Samara, 28 ottobre 1941) è stato un aviatore sovietico.
Asso della guerra civile spagnola con 20 vittorie, nel 1936 fu insignito del titolo di Eroe dell'Unione Sovietica, la più alta onorificenza attribuita dall'Unione Sovietica. Dal 28 agosto 1940 al 14 aprile 1941 fu comandante delle Forze aeree sovietiche. Giustiziato assieme alla moglie durante la purga dell'Armata Rossa del 1941, fu riabilitato nel 1954.

## Biografia
Dopo il completamento degli studi, prima a Leningrado e poi a Borisoglebsk, fu assegnato al 109º Squadrone della 36ª brigata aerea di stanza a Žytomyr.
Nel 1933 divenne comandante di volo ,  pochi mesi dopo, comandante del gruppo di trasporto aereo.
Per l'esemplare servizio nel 1936 fu insignito dell'Ordine di Lenin.
Nell'ottobre 1936 giunse in Spagna assieme a un primo gruppo di piloti volontari per prendere parte alla guerra civile spagnola. Combatté col nome di battaglia di Pablo Palancar, ma fu noto anche come Grinberg. Ryčagov fu a capo della Escuadrilla Palancar e rispondeva ai comandi di Petr Pumpur.
Nel conflitto ottenne 20 vittorie, 6 singole e 14 condivise. Tutte le vittorie furono ottenute ai comandi di un biplano Polikarpov I-15.
| Numero | Data             | Ora        | Aereo abbattuto  | Zona           |
| ------ | ---------------- | ---------- | ---------------- | -------------- |
| 1      | 5 novembre 1936  |            | Heinkel He 51    | Area di Madrid |
| 2      | 6 novembre 1936  |            | Heinkel He 51    | Area di Madrid |
| 3      | 6 novembre 1936  |            | Heinkel He 51    | Area di Madrid |
| 4      | 15 novembre 1936 |            | Junkers Ju 52/3m |                |
| 5      | 16 novembre 1936 | pomeriggio | Fiat C.R.32      | Area di Madrid |
| 6      | 16 novembre 1936 | pomeriggio | Fiat CR.32       | Area di Madrid |

All'inizio del febbraio 1937 fu richiamato dalla Spagna assieme ai piloti superstiti della sua unità. Divenuto maggiore, fu nominato comandante del 65º squadrone della 81ª brigata aerea. Nel dicembre 1937 fu eletto deputato del Soviet Supremo.
Nello stesso periodo fu consulente militare di alto livello sull'uso di piloti sovietici volontari in Cina durante la seconda guerra sino-giapponese. In seguito fu assegnato a vari altri comandi.
Nel 1938, su suggerimento di Stalin, fu ammesso al partito comunista senza passare per il periodo di prova. Fu raccomandato dallo stesso Stalin e da Vorošilov.
In seguito ottenne incarichi sempre più elevati, e dal 28 agosto 1940 al 14 aprile 1941 fu comandante delle Forze aeree sovietiche. Il 24 giugno 1941 fu arrestato dal NKVD. Durante le indagini gli accusati furono sottoposti regolarmente a percosse e tortura. L'ex capo dell'indagine, il tenente generale Vlodzimirskij, l'8 ottobre 1953 parlò dell'arresto e dell'interrogatori, confermando l'uso di percosse sugli indagati. L'indagine subì ritardi a causa della minaccia dell'esercito tedesco, avvicinatosi a Mosca, e molti degli arrestati in vari casi furono evacuati. Il 28 ottobre 1941, in un villaggio vicino Samara, su ordine di Berija un gruppo di ufficiali, tra cui Ryčagov, fu fucilato senza processo. Insieme a Ryčagov fu uccisa anche sua moglie, il maggiore Maria Nesterenko, con l'accusa che, come moglie di Ryčagov, non poteva fare a meno di essere a conoscenza del tradimento del marito.
La memoria di Ryčagov fu riabilitata nel 1954.